# Prullans
Prullans – gmina w Hiszpanii,  w Katalonii, w prowincji Lleida, w comarce Baixa Cerdanya.
Powierzchnia gminy wynosi 21,21 km². Zgodnie z danymi INE, w 2005 roku liczba ludności wynosiła 231. Wysokość bezwzględna gminy równa jest 1096 metrów. Współrzędne geograficzne Prullans to 42°22'52"N 1°44'14"E. Numer kierunkowy to +34, a tablice rejestracyjne rozpoczynają się od litery L. Kod pocztowy do gminy to 25727. Burmistrzem Prullans jest Daniel Gorriz i Nuet. 15 stycznia w gminie odbywają się imprezy i fiesty z okazji Dnia Gminy Prullans.

## Zabytki
W gminie znajduje się kościół św. Szczepana w stylu romańskim, prawdopodobnie z VIII wieku, a także zamek Casa de els Barons.

## Dynamika populacji
- 1991 – 192
- 1996 – 208
- 2001 – 212
- 2004 – 233
- 2005 – 231

## Miejscowości
W skład gminy Prullans wchodzi dziesięć miejscowości, w tym miejscowość gminna o tej samej nazwie:

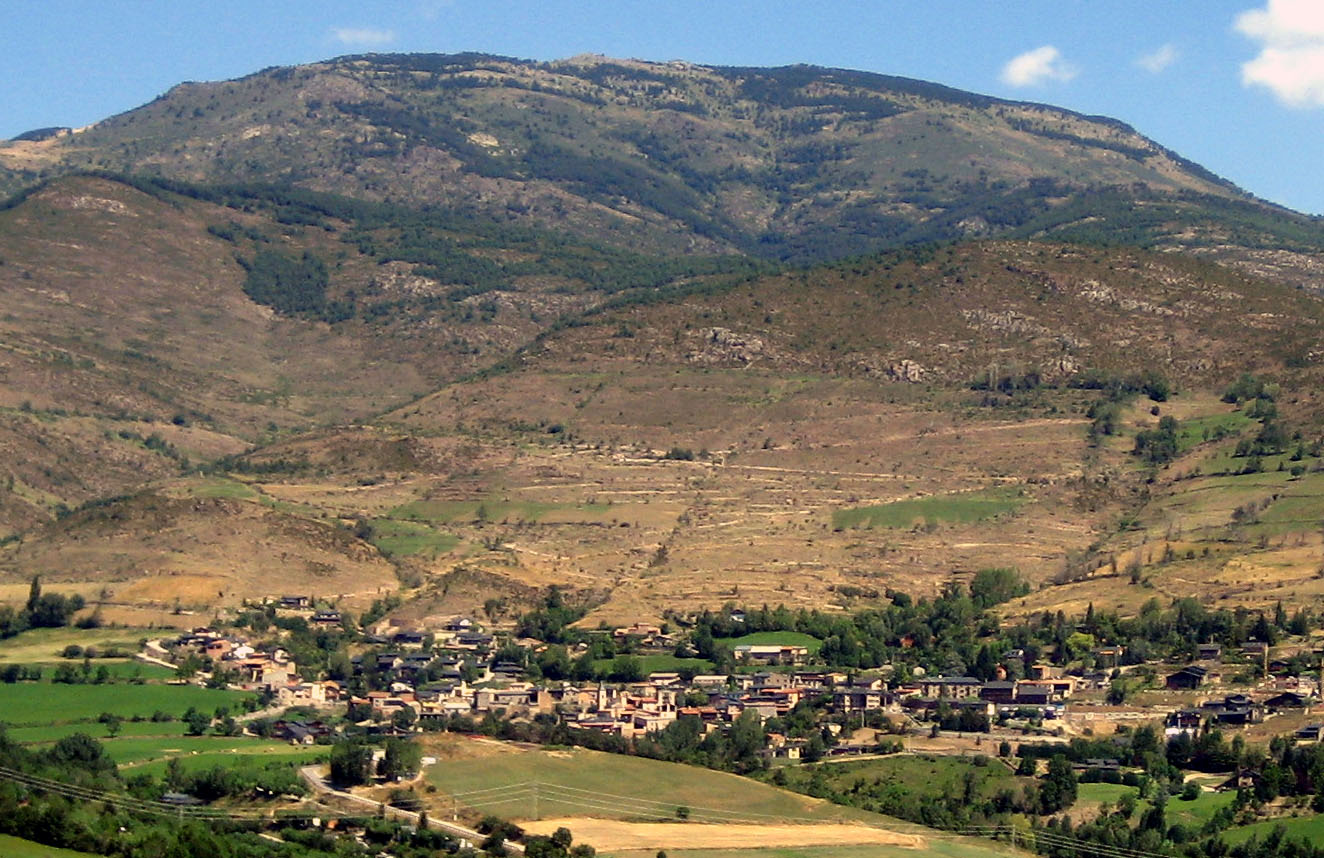
Panorama miejscowości gminnej Prullans

- Ambret – liczba ludności: 6
- Ardòvol – 14
- La Bastida – 4
- La Clota – 4
- Narvils – 4
- Orèn – 4
- Prullans – 188
- La Serra – 4
- Sotanut – 1
- El Tarter – 2